# Communauté de communes du Pays Tarusate
Die Communauté de communes du Pays Tarusate ist ein französischer Gemeindeverband mit der Rechtsform einer Communauté de communes im Département Landes in der Region Nouvelle-Aquitaine. Sie wurde am 26. Dezember 1996 gegründet und umfasst 17 Gemeinden. Der Verwaltungssitz befindet sich im Ort Tartas.

## Mitgliedsgemeinden
| Gemeinde                                | Einwohner 1. Januar 2022 | Fläche km² | Dichte Einw./km² | Code INSEE | Postleitzahl |
| --------------------------------------- | ------------------------ | ---------- | ---------------- | ---------- | ------------ |
| Audon                                   | 410                      | 7,55       | 54               | 40018      | 40400        |
| Bégaar                                  | 1.233                    | 27,80      | 44               | 40031      | 40400        |
| Beylongue                               | 402                      | 37,51      | 11               | 40040      | 40370        |
| Carcarès-Sainte-Croix                   | 540                      | 15,57      | 35               | 40066      | 40400        |
| Carcen-Ponson                           | 631                      | 36,72      | 17               | 40067      | 40400        |
| Gouts                                   | 272                      | 10,88      | 25               | 40116      | 40400        |
| Laluque                                 | 1.086                    | 52,81      | 21               | 40142      | 40465        |
| Lamothe                                 | 305                      | 12,63      | 24               | 40143      | 40250        |
| Le Leuy                                 | 228                      | 9,46       | 24               | 40153      | 40250        |
| Lesgor                                  | 425                      | 28,19      | 15               | 40151      | 40400        |
| Meilhan                                 | 1.206                    | 39,07      | 31               | 40180      | 40400        |
| Pontonx-sur-l’Adour                     | 2.975                    | 49,42      | 60               | 40230      | 40465        |
| Rion-des-Landes                         | 3.115                    | 134,06     | 23               | 40243      | 40370        |
| Saint-Yaguen                            | 628                      | 37,59      | 17               | 40285      | 40400        |
| Souprosse                               | 1.131                    | 42,56      | 27               | 40309      | 40250        |
| Tartas                                  | 3.174                    | 30,37      | 105              | 40313      | 40400        |
| Villenave                               | 313                      | 27,37      | 11               | 40330      | 40110        |
| Communauté de communes du Pays Tarusate | 18.074                   | 599,56     | 30               | –          | –            |